# Миньо
Миньо (на испански: Miño; на португалски: Minho) е река в Северозападна Испания (автономна област Галисия) и по границата с Португалия (окръг Виана ду Кащелу), вливаща се в Атлантическия океан. Дължината ѝ е 340 km, в т.ч. 80 km по границата между Испания и Португалия.

## Географска характеристика
Река Миньо се образува на 465 m н.в. от сливането на две малки реки, водещи началото си от северозападния склон на Кантабрийските планини, на 2 km северозападно от градчето Мейра, в централната част на провинция Луго, автономна област Галисия. По цялото си протежение тече през полупланински и хълмисти местности, до устието на река Сил на юг, а след това до устието си на югозапад, където долината ѝ значително се разширява и последните 80 km служи за граница между Испания и Португалия. Влива се чрез естуар в Атлантическия океан при град Ла Гуардия, провинция Виго, Испания.
Водосборният басейн на Миньо обхваща площ от 22 500 km², като речната му мрежа е едностранно развита, като по-дълги и по-пълноводни са левите притоци. На запад, север и юг водосборният басейн на Миньо граничи с водосборните басейни на реките Лерес, Улия, Мандео, Еуме, Ео, Навия, Налан, Лима и други по-малки, вливащи се директно в Атлантическия океан, а на изток и югоизток – с водосборния басейн на река Дуеро (от басейна на Атлантическия океан).
Основни притоци:
- леви – Нейра (56 km, 830 km²), Сил (238 km, 7982 km²), Арноя (85 km), Кора (50 km, 265 km²);
- десни – Анльо, Тамбога, Ладра, Ферейра, Авия, Тей (50 km, 411 km²).[1]

Река Миньо има снежно-дъждовно подхранване и ясно изразено пролетно пълноводие и лятно маловодие. Често явление през есента са внезапните и епизодични прииждания в резултат на поройни дъждове във водосборния ѝ басейн. Средният годишен отток в средното ѝ течение (при град Оренсе) е 242 m³/sec.

## Стопанско значение, селища
Река Миньо има важно хидроенергийно, трансполтно и иригационно значение. В средното ѝ течение е изграден язовирът „Белесар“, водите на който се използват за произвоство на електроенергия и за напояване. В най-долното си течение на протежение от 30 – 40 km е плавателна за плиткогазещи съдове.
Долината на Миньо е гъсто заселена, като най-големите селища са градовете: Луго, Оренсе, Туй и Ла Гуардия в Испания; Монсан и Валенса в Португалия.